# 米德爾頓 (密西西比州)
米德爾頓（英語：Middleton）是位於美國密西西比州蒙哥馬利縣的鬼鎮。

## 地理
米德爾頓所處的海拔為高於海平面133米（即436英呎），而該地所採用的時區為UTC-6，即北美中部時區（CST）。同時該地設有夏令時間，為UTC-6調快一小時，即UTC-5（CDT）。